# Louis Proost
Louis Proost (Halle, Brabant Flamenc, 7 d'abril de 1935 - Lier 3 de febrer de 2009) va ser un ciclista belga que fou professional entre 1958 i 1967.
Durant la seva carrera com a professional aconseguí 61 victòries, destacant per damunt de la resta una etapa al Tour de França de 1960 i una altra al Giro d'Itàlia de 1961. Amb anterioritat, encara en categoria amateur, havia aconseguit el Campionat del món, a Waregem, el 1957.

## Palmarès
- 1954
  - Vencedor d'una etapa a la Volta a Bèlgica amateur
- 1957
  -  Campió del món en ruta amateur
- 1958
  - 1r al Critèrium de Brasschaat
  - 1r a St.Niklaas-Waas
  - 1r a la Brussel·les-Ingooigem
- 1959
  - Campió de Bèlgica interclubs
  - 1r de la Brustem-Remouchamps-Brustem
- 1960
  - Campió de Bèlgica interclubs
  - 1r de la Roubaix-Cassel-Roubaix
  - 1r de la Brussel·les-Charleroi-Brussel·les
  - Vencedor d'una etapa al Tour de França
- 1961
  - Campió de Bèlgica interclubs
  - Campió provincial interclubs
  - Vencedor d'una etapa al Giro d'Itàlia
  - Vencedor d'una etapa de la Volta a Alemanya
  - Vencedor d'una etapa de la Volta a Bèlgica
- 1962
  - Campió provincial interclubs
  - 1r de la Hoeilhaart-Diest-Hoeilhaart
  - 1r de Polders-Kempen
  - 1r a Nieuwkerken-Waas
- 1963
  - Campió provincial interclubs
  - 1r a Beveren-Waas
  - 1r del Circuit del Brabant occidental
  - 1r de la Hoeilhaart-Diest-Hoeilhaart
  - 1r a Schoten-Willebroek
- 1965
  - 1r a la Fletxa dels polders
- 1966
  - 1r a Beveren-Waas
  - 1r al Circuit de Flandes central

### Resultats al Tour de França
- 1960. Abandona (14a etapa). Vencedor d'una etapa
- 1961. Abandona (7a etapa)
- 1963. 65è de la classificació general
- 1964. Abandona (6a etapa)

### Resultats al Giro d'Itàlia
- 1961. Abandona (7a etapa). Vencedor d'una etapa

### Resultats a la Volta a Espanya
- 1964. 22è de la classificació general